# 中井卓大
中井卓大（日语：／ Nakai Takuhiro，2003年10月24日—），日本足球運動員，出生於滋賀縣，現時於西甲球隊皇家馬德里青年A隊效力，司職中場及翼鋒。中井卓大9歲時加入皇馬青年軍，2018年曾入選日本U-15國家隊。曾被《衛報》的「下一代–2017」收錄。

## 俱樂部生涯
中井卓大2003年10月24日出生于日本滋贺县大津市。9岁时中井参加了皇马在日本举办的足球夏令营被皇家马德里球探发现，10岁时通过遴选最终从50名小球员中与皇马签约。
中井11岁来到西班牙加入皇家马德里青训梯队：从Alevín A (2014-2015)到Infantil B (2015-2016)，从Infantil A (2016-2017)到Cadete B (2017-2018)，再到上赛季进入Cadete A，中井在12岁时就进入了Infantil A（U14）。他下一个面对的就是Juvenil级别的三档梯队（C、B、A分别对应的是U17、U18、U19）。
16岁的中井身高已经达到了180公分。今年的La Fabrica（U15联赛）作为球队中场核心的中井赛季出场24次，打入6球，Cadete A也成功拿下联赛冠军。今年赛季表现出色，中井下赛季有希望升入Juvenil C（U17）。
第一场对国际米兰的比赛，中井被放在在大名单之外，但是在28日对他成功入选大名单。他是在直到比赛到了75分钟，场上比分变成3-1的时候他被替换上场，完成欧洲青年联赛首秀。
2022年，皇家马德里官方宣布与日本球员中井卓大延长合约至2025年夏天，目前效力于皇马青年队，下赛季他有望上调到皇马B队，此前他与球队的合约将于2023年夏天到期。

## 外部連結
- Soccerway資料庫：中井卓大